# Svenska Aeroplankonsortiet
Svenska Aeroplankonsortiet (Svenska Aeroplanfabriken SAF) bildades 1913 av löjtnanterna Allan Jungner, Gösta von Porat, ingenjörerna Lars Fjällbäck, Tord Ångström och DN-redaktören Torsten Gillberg med ekonomiskt stöd av Gösta Fraenckel i Göteborg. Tanken bakom bolagsbildandet var att producera flygplan till arméflyget och i viss mån vara med och konkurrera om de medel som frisläpptes från den Björkqvisska nationalinsamlingen. 
Lokaler anskaffades på Östermalmsgatan i Stockholm, som verkmästare och att sköta det mesta av det manuella arbetet anlitade de tusenkonstnären Olsson med Fjällbäck som handledare. Runt halvårsskiftet 1913 nalkades deras förstlingsprodukt en något modifierad Nieuport-maskin med 80 hk motor sin fullbordan. På sensommaren transporterades flygplanet ner till Malmens flygfält där von Porat kunde genomföra provflygningen före leverans till arméflyget som betalar 18.000 kr för flygplanet. I armén blev flygplanets namn M 2. Företagets nästa produkt blev två stycken Albatros II-kopior som levererades till arméflyget 1916.